# 1007 Pawlowia
1007 Pawlowia è un asteroide della fascia principale. Scoperto nel 1923, presenta un'orbita caratterizzata da un semiasse maggiore pari a 2,7087977 UA e da un'eccentricità di 0,1090281, inclinata di 2,54011° rispetto all'eclittica.
Il suo nome è in onore del medico russo Ivan Pavlov.